# Ask the Lonely
Ask the Lonely is een hitsingle van de Amerikaanse soul- en R&B-groep The Four Tops. Het nummer was de tweede single van de groep, na Baby I Need Your Loving, die de top 40 wist te bereiken. Uiteindelijk bleef het daarop steken op #24, waardoor het net binnen de top 25 was gekomen. Naast dat het nummer de top 40 in de Verenigde Staten bereikte, haalde Ask the Lonely ook de top 40 in haar buurland, Canada. Daar bereikte de single het overigens maar net, want het was een #39 hit. Ask the Lonely was overigens de eerste hit van The Four Tops die de R&B-lijst wist te bereiken. Dit kwam deels doordat die lijst een periode niet bestond, waardoor het niet mogelijk was om voor nummers als Baby I Need Your Loving en Without the One You Love (Life's Not Worthwhile) erop te komen.
In tegenstelling tot de twee zojuist genoemde voorgangers van Ask the Lonely, werd de single niet geschreven door Holland-Dozier-Holland. In plaats van dat songwriterstrio schreven William "Mickey" Stevenson en Ivy Jo Hunter het nummer. Ondanks dat het een hit was, was het maar een van de weinige nummers die het tweetal voor The Four Tops schreef. Dit kwam doordat de opvolger van Ask the Lonely, I Can't Help Myself, de eerste #1 hit voor de groep zou zijn en dit nummer wel weer geschreven was door Holland-Dozier-Holland. Het onderwerp van Ask the Lonely is overigens wel vergelijkbaar met dat van zijn twee voorgangers. Net als Baby I Need Your Loving en Without the One You Love (Life's Not Worthwhile) slaat de tekst van het nummer erop dat de verteller een liefde nodig heeft en hij een zwaar leven heeft zonder een.
Ask the Lonely was de derde en laatste single afkomstig van het eerste album van The Four Tops, Four Tops genaamd. Dat album werd een maand na de release van Ask the Lonely, in februari 1965, uitgebracht. Daarnaast verscheen het ook op hun eerste "Greatest Hits" album en als liveversie op hun album Live!.
Op veel singles van The Four Tops was het de gewoonte dat Levi Stubbs de leadpartij voor zijn rol nam en dat de andere drie Tops, Abdul "Duke" Fakir, Lawrence Payton en Renaldo "Obie" Benson, samen met The Andantes, een achtergrondzanggroep van Motown, achtergrond zongen. Ask the Lonely daarentegen is het enige nummer van de groep waar alleen Stubbs samen met The Andantes te horen is en dus geen van de andere Tops.
Ask the Lonely werd later onder andere gecoverd door Billy Eckstine, een andere Motown artiest. De B-kant van Ask the Lonely is Where Did You Go wat afkomstig is van hetzelfde album als de A-kant.

## Bezetting
- Lead: Levi Stubbs
- Achtergrond: The Andantes
- Instrumentatie: The Funk Brothers
- Schrijvers: William "Mickey" Stevenson & Ivy Jo Hunter
- Productie: William "Mickey" Stevenson & Ivy Jo Hunter